# FC Sète
FC Sète 34 är en fransk fotbollsklubb från Sète. Säsong 2005/2006 slutade laget på sista plats i Ligue 2 och blev därför nedflyttade till Championnat National. Hemmamatcherna spelas på Stade Louis Michel. 
Klubben hade sin storhetsperiod på 30-talet då man vann Ligue 1 två gånger.